# 739 Mandeville
A 739 Mandeville (ideiglenes jelöléssel 1913 QR) a Naprendszer kisbolygóövében található aszteroida. Joel Hastings Metcalf fedezte fel 1913. február 7-én.